# Enrique Arce
Enrique Javier Arce Temple (Valencia, 8 de octubre de 1972) es un actor y escritor español. Entre sus papeles más reconocidos se encuentra el de «Arturo Román» en La casa de papel (2017-2021) de Antena 3 y Netflix, siendo todo un éxito global, dando gran popularidad al actor fuera de las fronteras españolas.

## Datos académicos
- Interpretación en la American Academy of Dramatic Arts, New York City (1994-1998).
- Teatro Joven Nacional en Reino Unido.
- Curso de Interpretación en el Michael Howard Studio.
- Curso de Interpretación en el HB Studios.
- Interpretación en el Estudio Juan Carlos Corazza.

## Filmografía

### Cine

#### Largometrajes
| Año  | Título                   | Personaje             | Dirección                                        |
| ---- | ------------------------ | --------------------- | ------------------------------------------------ |
| 1997 | Memorias del ángel caído |                       | Fernando Cámara y David Alonso                   |
| 2000 | El corazón del guerrero  | Enrique Krauel        | Daniel Monzón                                    |
| 2000 | Menos es más             | Víctor                | Pascal Jongen                                    |
| 2000 | Punto de mira            | José                  | Karl Francis                                     |
| 2002 | Fidel                    | Rafael                | David Atwood                                     |
| 2003 | Beyond Re-Animator       | Cabrera               | Brian Yuzna                                      |
| 2005 | Schubert                 | Pedro                 | Jorge Castillo                                   |
| 2008 | Che: Guerrilla           | Teniente Carlos Pérez | Steven Soderbergh                                |
| 2007 | Manolete                 | Manager de Dominguín  | Menno Meyjers                                    |
| 2008 | Arte de Roubar           | Jesús Fuentes         | Leonel Vieira                                    |
| 2009 | King Conqueror           | Raimundo de Montcada  | José Antonio Escrivá                             |
| 2010 | 9 Meses                  | Fernando              | Miguel Perelló                                   |
| 2010 | Iron Cross               |                       | Joshua Newton                                    |
| 2014 | A long way down          | Angelo                | Pascal Chaumeil                                  |
| 2014 | My Bakery in Brooklyn    | Dimitry               | Gustavo Ron                                      |
| 2014 | Dioses y perros          | Colomo                | David Marqués y Rafa Montesinos                  |
| 2016 | Maniac Tales             | Juan                  | Denise Castro, Enrique García y Abdelatif Hwidar |
| 2016 | Juegos de familia        | Ferrán                | Belén Macías                                     |
| 2018 | Tango one                | Carlos Rodríguez      | Sacha Bennett                                    |
| 2018 | Bad Investigate          | Xavier                | Luis Ismael                                      |
| 2019 | Kobiety mafii 2          | Javier                | Patryk Vega                                      |
| 2019 | Terminator: Dark Fate    | Vicente               | Tim Miller                                       |
| 2019 | Amor en polvo            | Pablo                 | Suso Imbernón y Juanjo Moscardó Rius             |
| 2019 | Rifkin's Festival        | Tomás López           | Woody Allen                                      |
| 2021 | Small World              | John                  | Patryk Vega                                      |
| 2021 | El rey de todo el mundo  | Ángel                 | Carlos Saura                                     |
| 2022 | Secuestro en directo     | Tony                  | Romuald Boulanger                                |
| 2023 | Sayen                    | Máximo Torres         | Alexander Witt                                   |
| 2023 | Criminales a la vista 2  | Francisco             | Jeremy Garelick                                  |
| 2023 | Lee                      | Pablo Picasso         | Ellen Kuras                                      |
| 2025 | Mala influencia          | Bruce Russell         |                                                  |

#### Cortometrajes
| Año  | Título                                         | Personaje     | Dirección                       |
| ---- | ---------------------------------------------- | ------------- | ------------------------------- |
| 1996 | La lógica del juego                            | Drogadicto    | Patricio Canet                  |
| 2001 | Cachito mío                                    | Marcelo       | Manuel Feijóo y Beatriz G. Cruz |
| 2003 | Gris                                           | Enrique       | Álex Montoya y Raúl Navarro     |
| 2004 | ¿Y si hacemos un trío?                         | Enrique       | Álex Montoya y Raúl Navarro     |
| 2005 | Cuco Gómez-Gómez Is Dead!                      | Bagabundo     | Francisco Lorite                |
| 2006 | Matando al gato                                | Carlos        | Daniel Luna                     |
| 2015 | El aprovechamiento industrial de los cadáveres | Vicent Blanch | Antonio Gómez Rufo              |
| 2015 | Solace                                         | Danny         | Peter McSweeney                 |
| 2016 | La chaqueta de botones                         | Mario         | Daniel Tornero                  |
| 2018 | Heaven of Hell                                 | Roger         | Teresa Bredenberg               |
| 2019 | The Appointment                                | Terapeuta     | Mateo Rufino                    |

### Televisión
| Año               | Título                              | Canal              | Personaje               | Notas        |
| ----------------- | ----------------------------------- | ------------------ | ----------------------- | ------------ |
| 1999              | Petra Delicado                      | Telecinco          | Pérez                   | 11 episodios |
| 1999              | Al salir de clase                   | Telecinco          |                         | 1 episodio   |
| 2000 - 2001       | Periodistas                         | Telecinco          | Eduardo Cabrera         | 26 episodios |
| 2000              | Policías, en el corazón de la calle | Antena 3           |                         | 3 episodios  |
| 2001 - 2002       | Compañeros                          | Antena 3           | Javier Quevedo          | 21 episodios |
| 2006              | Tirando a dar                       | Telecinco          | Paco                    | 7 episodios  |
| 2006              | Cuéntame cómo pasó                  | La 1               |                         | 1 episodio   |
| 2007              | Génesis: En la mente del asesino    | Cuatro             | Julián Balaguer         | 13 episodios |
| 2007              | RIS Científica                      | Telecinco          | Félix                   | 1 episodio   |
| 2007 - 2008       | Cuestión de sexo                    | Cuatro             | Álvaro Montilla         | 7 episodios  |
| 2008              | Sin tetas no hay paraíso            | Telecinco          | Santiago Navarro        | 3 episodios  |
| 2008              | Singles                             | Canal Nou          | Fran Hernández          | 13 episodios |
| 2010              | Tarancón, el quinto mandamiento     | La 1               | Padre Redó              | 2 episodios  |
| 2010 - 2011       | Física o química                    | Antena 3           | Arturo Ochando Villalba | 18 episodios |
| 2011              | Senyor retor                        | Canal Nou          | Carles                  | 1 episodio   |
| 2012              | Amar en tiempos revueltos           | La 1               | Emilio Álcazar          | 58 episodios |
| 2012              | L'Alqueria Blanca                   | Canal Nou          | Raúl Picot              | 6 episodios  |
| 2013 - 2014       | El tiempo entre costuras            | Antena 3           | Andrés Cordero          | 11 episodios |
| 2013              | Mario Conde, días de gloria         | Telecinco          | Fernando Garro          | 2 episodios  |
| 2014              | Los misterios de Laura              | La 1               | Enrique                 | 1 episodio   |
| 2014              | Hermanos                            | Telecinco          |                         | 2 episodios  |
| 2016              | Gym Tony                            | Cuatro             | Padre de Christian      | 1 episodio   |
| 2017              | Perdóname, Señor                    | Telecinco          | Vicente Barea           | 1 episodio   |
| 2017; 2019 - 2021 | La casa de papel                    | Antena 3 / Netflix | Arturo "Arturito" Román | 36 episodios |
| 2017 - 2018       | Knightfall                          | History            | Embajador de Aragón     | 4 episodios  |
| 2020              | Inés del alma mía                   | La 1               | Pedro Sánchez de la Hoz | 8 episodios  |
| 2021              | Toy Boy                             | Atresplayer        | Gurú                    | 2 episodios  |
| 2022              | The Head                            | HBO                | Óscar                   | 5 episodios  |
| 2022              | Signora Volpe                       | Acorn TV           | Dimitri Pavlenko        | 1 episodio   |
| 2025              | Matices                             | SkyShowtime        | Sr. Polan               | 8 episodios  |

#### Teatro
- El caballero de Olmedo (2013), dirigida por Mariano Serrano.
- La Celestina, dirigida por Joaquín Vida.
- Bodas de sangre, dirigida por Jaime Puyol.
- Cuando llegue tu momento, dirigida por Victoria Salvador.
- Como gustéis, dirigida por Vicente Ganoves.
- Every year at Carnival, dirigida por David Zarko.
- The cashier, dirigida por Bob Verllaqui.
- Cat among the pigeons, dirigida por Ray Yeates.
- Otelo, dirigida por Thelma Carter.
- Danny and the deep blue sea, dirigida por Peter Jensein.
- Journey of the fifth horse, dirigida por Mary Ethel Schmitt.
- La cándida Erendira, dirigida por Jorge Alí Triana.
- Bodas de sangre, dirigida por René Buch.
- La vida es sueño, dirigida por René Buch.
- A doctor's call, dirigida por Michael J. Narváez.
- El león en invierno (2007) de James Goldman dirigido por Juan Carlos Pérez de la Fuente.
- Don Juan, el burlador de Sevilla, dirigida por Emilio Hernández.
- Juegos de Hollywood, dirigida por Fermín Cabal.